# Yan Zi
Yan Zi (Chines: 晏紫; pinyin: Yàn Zī; Sujuão, 12 de novembro de 1984) é uma ex-tenista profissional chinesa, especialista em duplas onde possui dois Grand Slam, conquistando no Aberto da Austrália e Wimbledon, em 2006, também tem um bronze olímpico, nas olimpíadas de Pequim 2008, nas duplas. Seu melhor ranking foi de N. 4, já em simples foi N. 40 em 2008, da WTA. Aposentou-se em 2013, mas continuou envolvida com tênis, como diretora-assistente do WTA de Hong Kong, em 2015.

## Grand Slam finais

### Duplas: 2 (2 títulos)
| Posição | Ano  | Campeonato          | Piso  | Parceira  | Oponentes                           | Placar             |
| ------- | ---- | ------------------- | ----- | --------- | ----------------------------------- | ------------------ |
| Campeã  | 2006 | Aberto da Austrália | Duro  | Zheng Jie | Lisa Raymond Samantha Stosur        | 2–6, 7–6(9–7), 6–3 |
| Campeã  | 2006 | Wimbledon           | Grama | Zheng Jie | Virginia Ruano Pascual Paola Suárez | 6–3, 3–6, 6–2      |

### Premier Mandatory/Premier 5 finais

#### Duplas: 3 (2 títulos, 1 vice)
| Posição | Ano  | Campeonato   | Piso   | Parceira  | Oponentes                        | Placar   |
| ------- | ---- | ------------ | ------ | --------- | -------------------------------- | -------- |
| Campeã  | 2006 | Berlin       | Saibro | Zheng Jie | Elena Dementieva Flavia Pennetta | 6–2, 6–3 |
| Campeã  | 2007 | Charleston   | Duro   | Zheng Jie | Peng Shuai Sun Tiantian          | 7–5, 6–0 |
| Vice    | 2008 | Indian Wells | Duro   | Zheng Jie | Dinara Safina Elena Vesnina      | 3–6, 1–6 |

## WTA Tour
Simples
- 2005 WTA de Guangzhou, China sobre Nuria Llagostera Vives